# Nunana nana
Nunana nana is een mosselkreeftjessoort uit de familie van de Paracytheridae.